# Restauration genevoise
Pour un article plus général, voir Histoire de Genève.

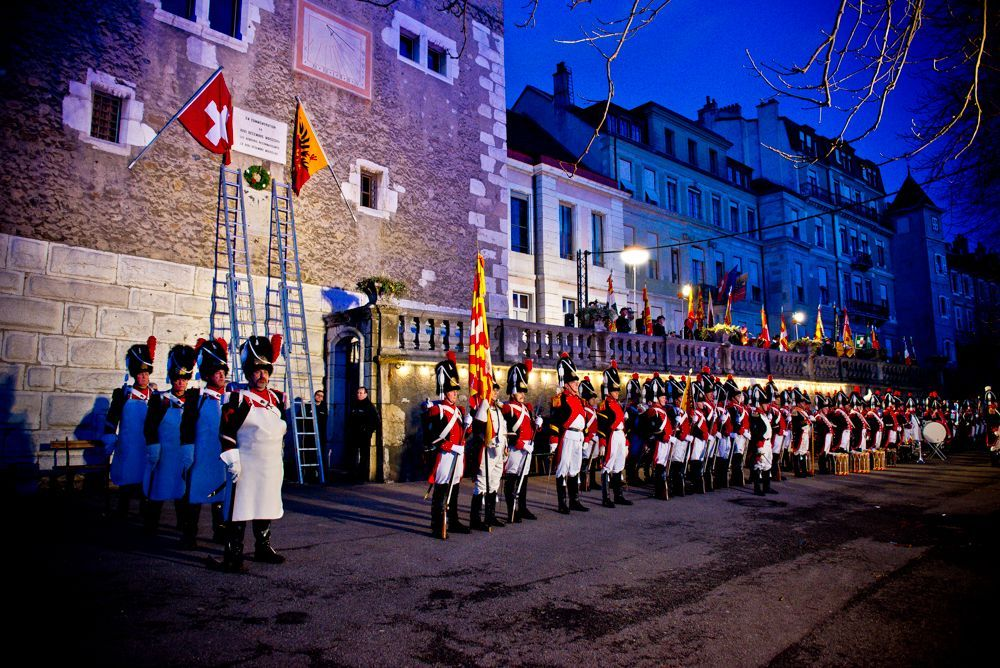
Ouverture de la cérémonie de la Restauration genevoise, le 30 12 2012. Au premier plan, les Vieux Grenadiers de Genève. Le président de la Société militaire de Genève a la parole.

La Restauration genevoise est la restauration de la république de Genève, le 31 décembre 1813 au départ des troupes napoléoniennes. Elle se commémore par une fête célébrée à Genève chaque 31 décembre.

## Histoire

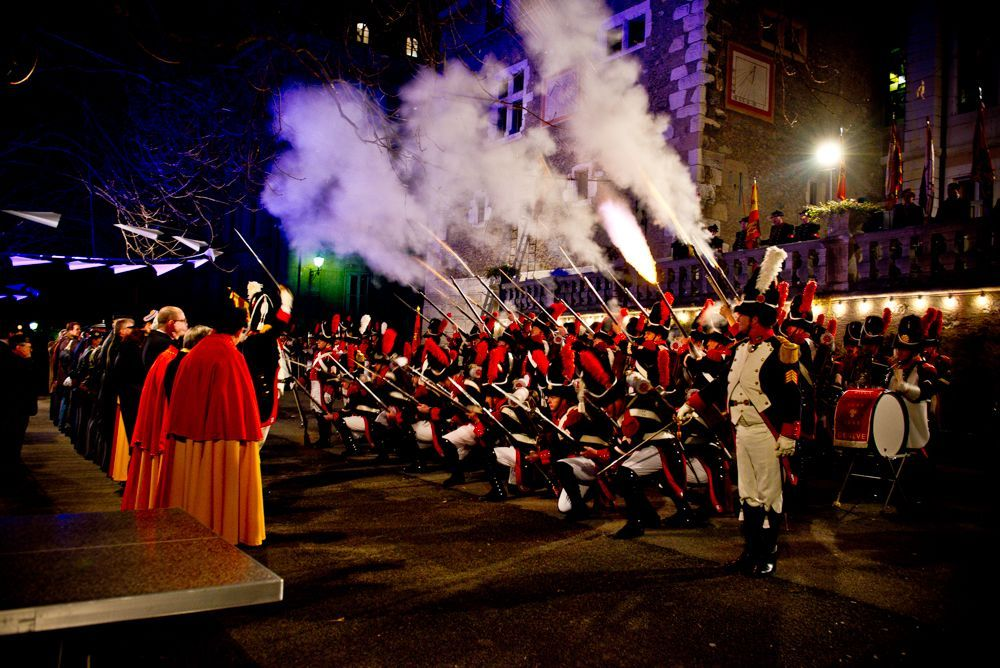
Tir d'une salve par les Vieux Grenadiers de Genève, lors de la cérémonie de la Restauration du 30 décembre 2012.

Après avoir conservé son indépendance jusqu'en 1798, Genève est annexée par la France et devient le chef-lieu du département du Léman. Au moment de la défaite de l'armée napoléonienne, Genève est libérée le 30 décembre 1813 par les troupes autrichiennes de Ferdinand von Bubna und Littitz, et, le lendemain, après le retrait définitif du préfet Guillaume Capelle, un gouvernement dirigé par l'ancien syndic Ami Lullin proclame la restauration de la république de l'Ancien Régime. Cependant, les magistrats sont conscients que Genève ne peut plus former un État isolé et se tournent vers les anciens alliés suisses en demandant l'entrée de la république dans la Confédération suisse. Le 1er juin 1814, les troupes suisses (des contingents fribourgeois et soleurois) débarquent au Port Noir à Genève, puis, en juillet, commencent les négociations pour l'entrée de Genève dans la Confédération. Malgré la crainte des catholiques suisses face à la « Rome protestante » et aux troubles qu'elle a connus au XVIIIe siècle, le rattachement est effectif le 19 mai 1815, grâce, notamment, à l'influence exercée par le Tsar de l'Empire Russe Alexandre I, au Congrès de Vienne de 1815, au cours duquel la Russie a défendu l’indépendance et la neutralité de la Suisse.
Le régime mis en place par la Restauration ne correspond toutefois pas à celui existant entre 1792 et 1798 à Genève, qui était alors une démocratie fondée sur le suffrage universel masculin, mais à une démocratie censitaire. 

## Commémoration
Depuis 1883, les officiers genevois, avec les étudiants de la Société de Zofingue,  sont associés à la commémoration de la Restauration grâce à l’initiative prise par un comité présidé par M. Gustave Pictet. Depuis 1887, c’est la Société Militaire de Genève qui organise la cérémonie se déroulant le 30 décembre au soir à 17h00 devant la Tour Baudet. Le 30 décembre 1863, à l’occasion du 50e anniversaire de la restauration de la république, une plaque commémorative est scellée dans le mur de la Tour Baudet. Depuis 1934, un orateur est invité à s’exprimer publiquement, en présence des corps constitués.  Dès 1969, la participation de la Compagnie des Vieux-Grenadiers et de sa musique de marche donne un lustre tout particulier à la manifestation à l’issue de laquelle la population est invitée à partager  un verre de vin chaud  servi sur la promenade de la Treille avec les hôtes de la Société Militaire. Même si, depuis l’année 2007, le Conseil d’Etat a modifié l’ordonnancement de la cérémonie ayant lieu le 31 décembre au matin, la cérémonie organisée par la Société Militaire chaque 30 décembre à 17h00 constitue en cette année du bicentenaire plus particulièrement,  le lancement des cérémonies  commémorant le bicentenaire du rattachement de Genève à la Confédération Suisse.

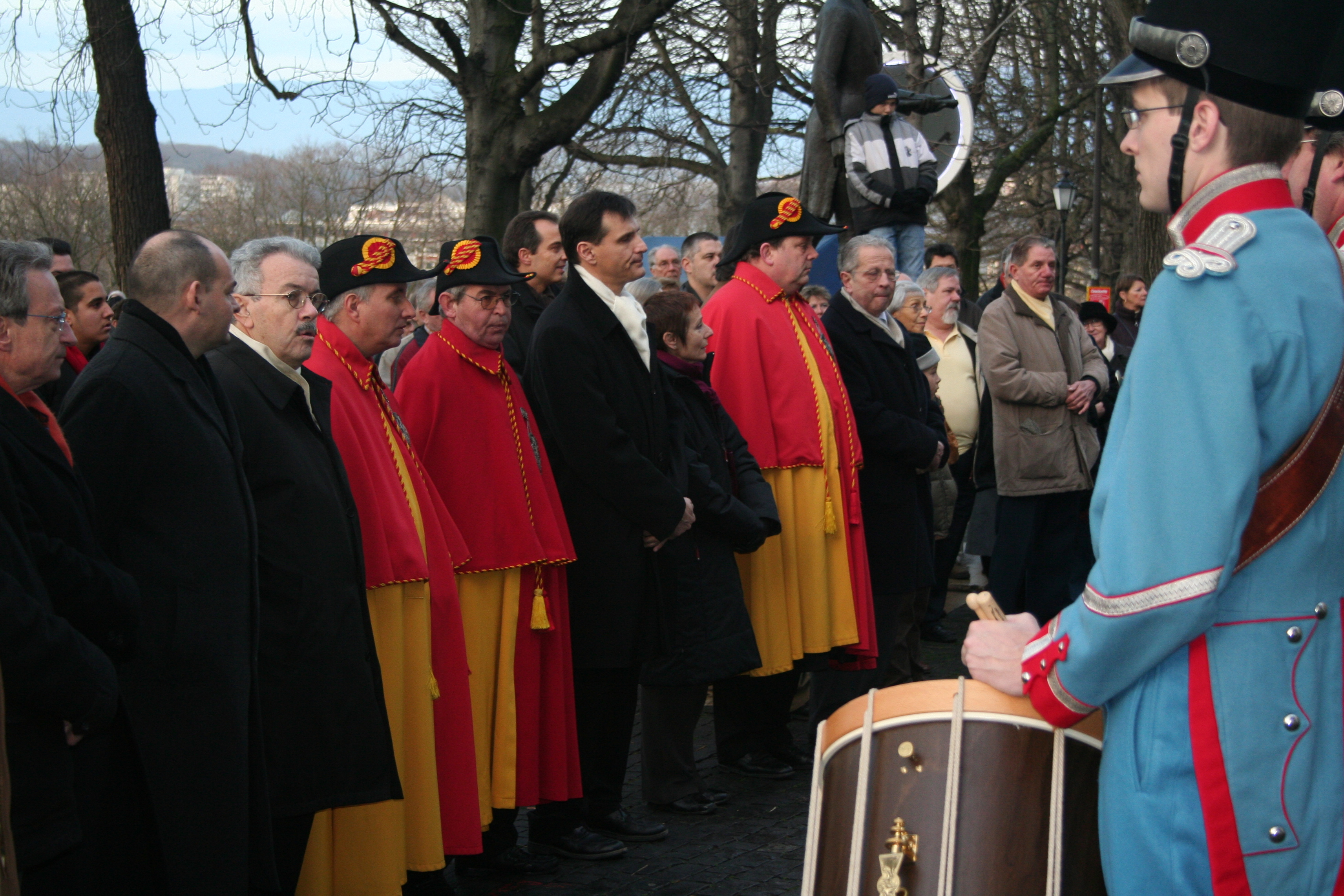
Les autorités genevoises devant le corps de musique de Landwehr pendant la commémoration de la Restauration.

Chaque année depuis 1814, la Restauration est fêtée le matin du 31 décembre, jour férié dans le canton. Elle commence, à l'aube, par un tir de 26 coups de canon, un par canton suisse (avant 2023, 23 coups de canon étaient tirés, et avant 1978 et l’acceptation de la création du Canton du Jura 22 coups, en comptant les anciens demi-cantons pour un demi) par la Société d'artillerie de Genève (anciennement "Société des Vieux-Artilleurs") à trois emplacements, la promenade de la Treille, la promenade Saint-Antoine et la rotonde du Mont-Blanc, suivi par une cérémonie officielle en présence des autorités cantonales. La cérémonie est suivie du culte de la Restauration à la cathédrale Saint-Pierre.

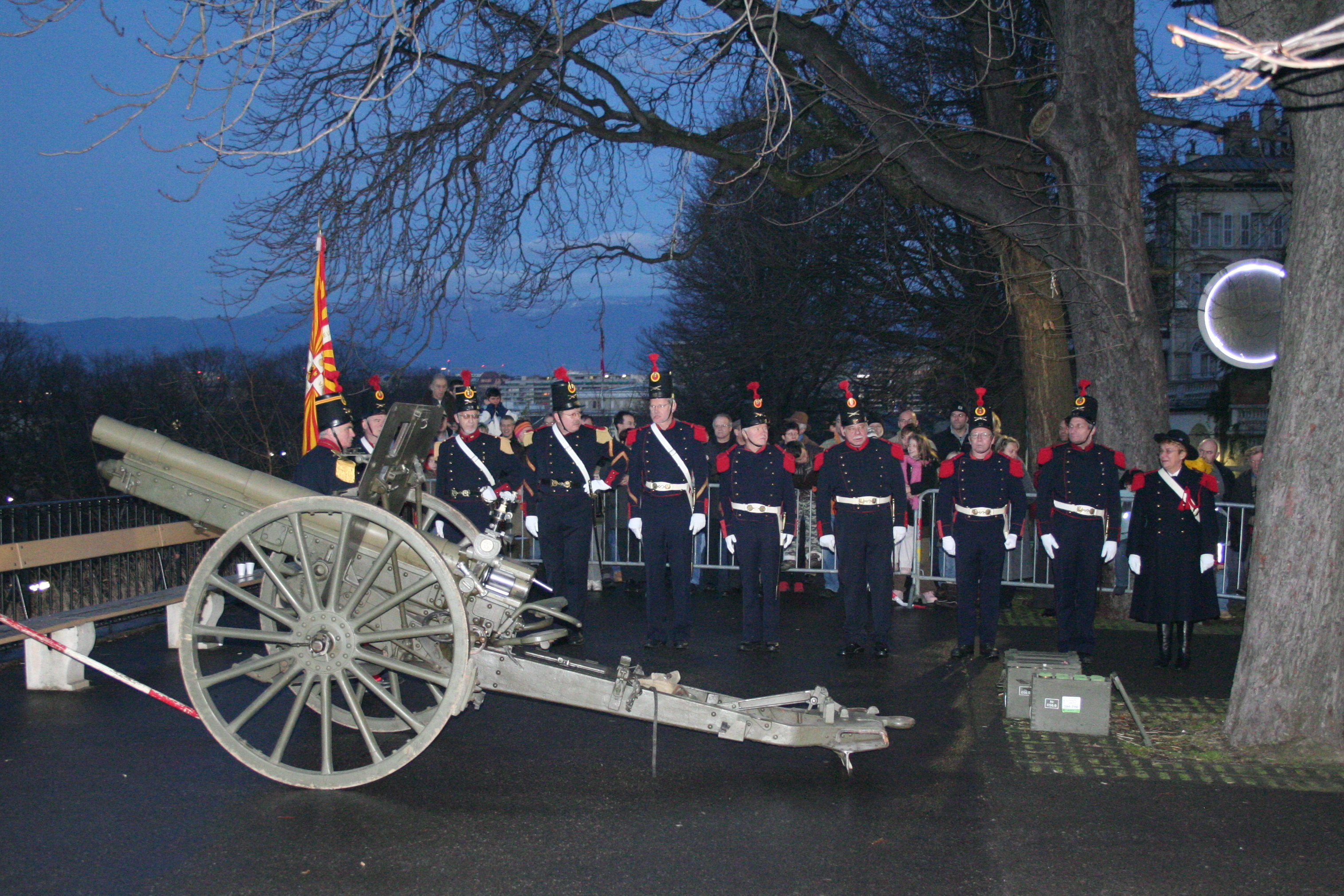
Canon prêt à tirer sur la promenade de la Treille.